# Strahlaxiidae
Strahlaxiidae vormen een familie van garnalen binnen de orde der tienpotigen (Decapoda).

## Geslachten
- Neaxiopsis Sakai & de Saint Laurent, 1989
- Neaxius Borradaile, 1903
- Strahlaxius Sakai & de Saint Laurent, 1989